# Simo (Simo)
Simo is een bestuurslaag in het regentschap Boyolali van de provincie Midden-Java, Indonesië. Simo telt 4011 inwoners (volkstelling 2010).